# Françoise Charlotte d'Aubigné
Françoise Charlotte Amable d'Aubigné, duchessa di Noailles (5 maggio 1684 – 6 ottobre 1739), fu la moglie di Adrien Maurice de Noailles, III duca di Noailles. Era nipote ed erede di Madame de Maintenon.

## Biografia

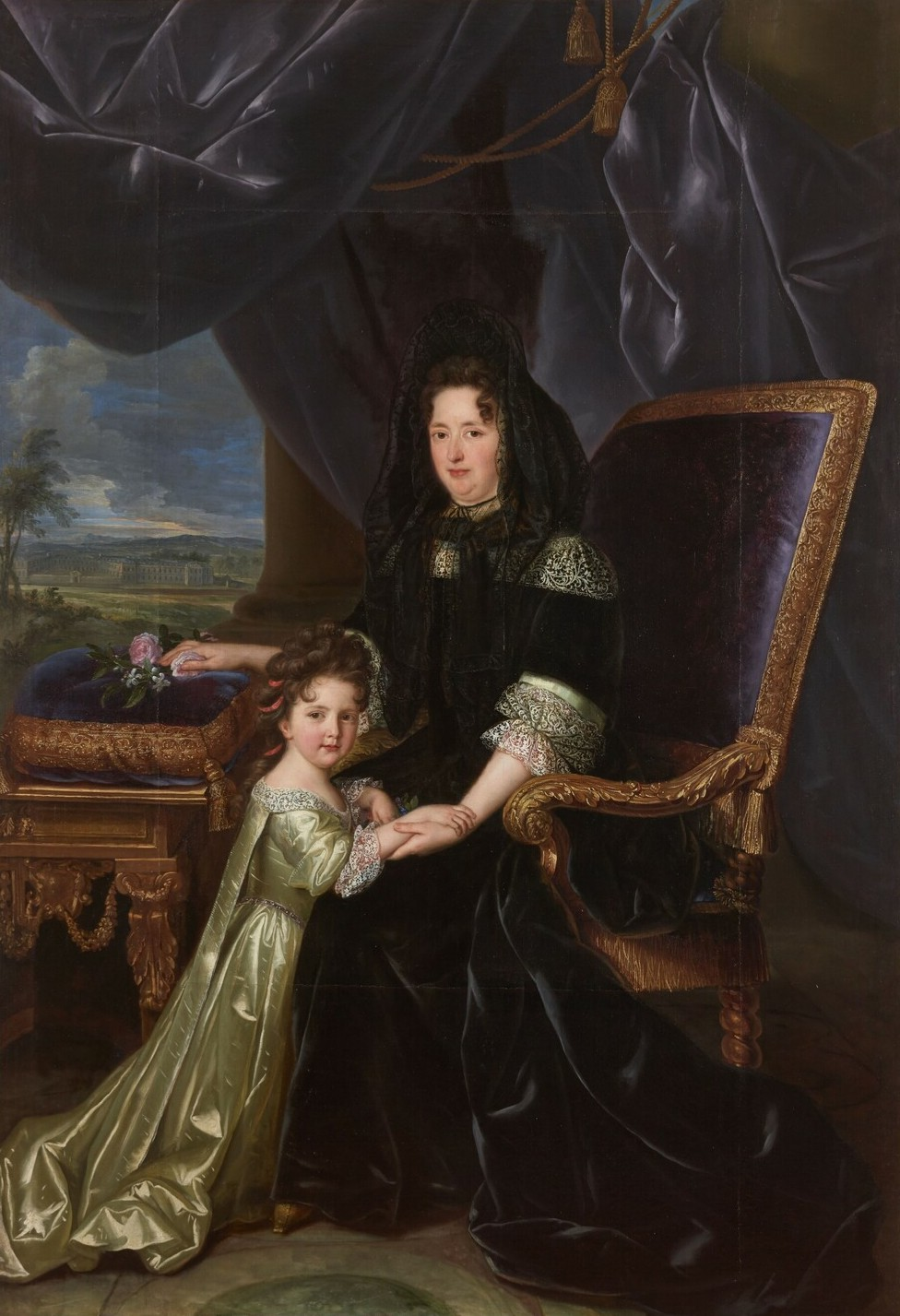
Françoise Charlotte con la zia, Madame de Manteinon, ritratte da Louis Elle Ferdinand intorno al 1688

Françoise Charlotte era l'unica figlia di Charles d'Aubigné e Geneviève Piètre, che erano sposati dal 23 febbraio 1678. Poiché erano poveri, i suoi genitori si appellarono alla futura moglie di Luigi XIV, la marquise de Maintenon perché li aiutasse con la sua educazione. La Maintenon accettò di aiutarli a condizione che Françoise Charlotte fosse stata allevata come la Maintenon desiderava e avrebbe sposato chi avesse scelto per lei. Come risultato, Madame de Maintenon in seguito avrebbe reso l'unica figlia di suo fratello erede della tenuta di Maintenon che le apparteneva sin dal 1674.
Madame de Maintenon organizzò il matrimonio di Françoise Charlotte con un membro del potente Casato di Noailles. Questa famiglia era strettamente legata al trono di Francia, tre dei duchi erano Marescialli di Francia ed alcuni membri furono creati Grandees di Spagna nel 1711. Madame de Maintenon si accordò con Anne Jules de Noailles, padre di Madame de Gondrin, futura moglie del Conte di Tolosa, per il matrimonio di Françoise Charlotte con suo figlio, Adrien Maurice, Comte d'Ayen. Il matrimonio avvenne il 31 marzo 1698 quando Françoise Charlotte aveva 15 anni ed Adrien Maurice era vicino ai 20. Durante i successivi 21 anni del loro matrimonio nacquero sei figli (sotto elencati), che fecero tutti buoni matrimoni.
Anne-Jules, il II duca di Noailles, morì nel 1708 così Adrien-Maurice è divenne il III duca di Noailles con Françoise Charlotte come sua duchessa. Nel 1718, in seguito alla morte di Madame de Maintenon, ereditò il castello di Maintenon e le ricchezze della zia, come promesso. Così, da inizi umili, Françoise Charlotte salì ai livelli più alti della società francese.
La duchessa di Noailles morì nel 1739 all'età di 55 anni, ma il marito le sopravvisse per altri 27 anni, morendo a Versailles alla veneranda età di 88 anni. I loro due figli maschi Louis e Philippe, diventarono entrambi Marescialli di Francia. Il figlio minore, Philippe, fu giustiziato durante la Rivoluzione francese nel 1794, mentre Louis evitò questo destino, morendo nel 1793 prima che il Terrore fosse nel suo pieno.
Suo nipote, per matrimonio, fu Louis Jean Marie de Bourbon, duc de Penthièvre, l'uomo più ricco di Francia, suocero della princesse de Lamballe e di Philippe Egalité. Altri includono il duc d'Estrées, pronipote di Gabrielle d'Estrées, amante favorita di re Enrico IV.
I suoi discendenti sono l'attuale duca de Noailles, che ha tre figli. Altri includono Adrienne de Noailles, moglie del famoso marchese de Lafayette; anche l'attuale re del Belgio, con sua sorella Astrid, Arciduchessa d'Austria-Este, e suo fratello, il Principe Lorenzo, sono discendenti di Françoise Charlotte e suo marito.

## Figli
- Françoise Adélaide de Noailles (1704–1776) sposò Carlo di Lorena nel 1717 figlio di Luigi di Lorena da cui non ebbe figli; la coppia divorziò nel 1721;
- Amable Gabrielle de Noailles (1706–1742) sposò Honoré Armand de Villars da cui ebbe una sola figlia, Amable Angélique de Villars; Amable Angélique de Villars potrebbe essere stata la figlia del le chevalier d'Orléans, la cui amante era Amable Gabrielle;
- Marie Louise de Noailles (1710-?) sposò nel 1737 Jacques-Nompar de Caumont, duc de la Force da cui divorziò nel 1742; non ebbero figli;
- Louis de Noailles duc d'Ayen, duc de Noailles (1713–1793) sposò Catherine Françoise Charlotte de Cossé-Brissac da cui ebbe figli
- Philippe de Noailles comte de Noailles, duc de Mouchy (1715–1794) sposò la famosa Madame Étiquette, dama di compagnia di Maria Antonietta da cui ebbe figli;
- Marie Anne Françoise de Noailles (1719–1793) sposò nel 1744 Ludwig Engelbert de La Marck (1701–1773), Conte di Schleiden.

## Titoli, trattamento, onorificenze e stemma

### Titoli e trattamento
- 5 maggio 1684 - 31 marzo 1698 Françoise Charlotte d'Aubigné
- 31 marzo 1698 - 2 ottobre 1708 la Contessa d'Ayen (Madame la comtesse d'Ayen)
- 2 ottobre 1708 - 6 ottobre 1739 la Duchessa di Noailles (Madame la duchesse de Noailles)